# Бархатцы мелкоцветные
По современной классификации вид Ба́рхатцы мелкоцве́тные (лат. Tagétes pátula) в качестве самостоятельного не выделяется, название используется как устаревший синоним. Таксон включён в состав вида Tagetes erecta — Бархатцы прямостоячие.

## Ботаническое описание
Ба́рхатцы мелкоцве́тные (лат. Tagétes pátula) — однолетнее травянистое растение
Стебли прямостоячие, 30—80 см высотой, сильно ветвистые от основания.
Листья небольшие, перистораздельные, с линейно-ланцетными долями, по краю пильчатые, тёмно-зелёные, расположены в очерёдном или супротивном порядке, обычно с просвечивающими бурыми желёзками.
Соцветия — корзинки 4—6 см в диаметре, одиночные или в щитковидных соцветиях, расположенные в концах стеблей, чашеобразные, разнообразные по форме, на длинных цветоносах. Ножки под ними вздутые, полые. 
Краевые цветки в корзинке язычковые, жёлтые, оранжевые, лимонные, буровато-коричневые или тёмно-красные, бархатистые, часто двуцветные, с различным соотношением названных оттенков; трубчатые — жёлтые или оранжевые.
Семянки к основанию более узкие, их чубок состоит из неодинаковых блестящих плёночек. В 1 г от 300 до 700 семян.
Цветет в июле — августе. Плоды созревают в августе — октябре.

## Распространение и экология
Произрастает в Мексике и Никарагуа. Также встречается на территории России кроме районов Крайнего Севера. Культивируют бархатцы в садах, цветниках, парках, так как это неприхотливое, красивоцветущее растение.

## Химический состав растительного сырья
Содержание эфирного масла бархатцев в надземной части цветущих растений — 0,30—0,55 %, в фазе бутонизации — 0,22—0,30 %; оно максимально в соцветиях (0,45 %) и листьях (0,28 %). Эфирное масло жёлтого или коричневого цвета, подвижное, запах цветочно-пряный с фруктовыми тонами. Основным его компонентом является оцимен (50 %); присутствуют также D-пинен, сабинен, мирцен, лимонен, n-цимол, цитраль, линалоол, D-терпинен.

## Значение и применение
Культивируют как декоративное растение.
Эфирное масло применяют в производстве восточных кондитерских изделий, в ликёро-водочной, мыловаренной и парфюмерно-косметической промышленности.
В народной медицине водный настой цветочных корзинок применяли как моче-, потогонное и противоглистное средство.
Бархатцы используют для борьбы с нематодами земляники, картофеля и других культур, для этого их высаживают по бокам гряд.